# Marki (województwo podlaskie)
Marki – wieś w Polsce położona w województwie podlaskim, w powiecie kolneńskim, w gminie Grabowo.
Prywatna wieś szlachecka Marki-Płozy położona była w drugiej połowie XVI wieku w powiecie wąsoskim ziemi wiskiej województwa mazowieckiego. 
Na przełomie 1783/1784 wieś leżała w parafii Grabowo, dekanat wąsoski diecezji płockiej i była własnością ośmiu rodzin szlacheckich: Czaplickiego, Cedrowskiego, Gardockiego, Konopki, Męczkowskiego, Nerkowskiego, Truszkowskiego i Woysławów. W latach 1975–1998 miejscowość administracyjnie należała do województwa łomżyńskiego.
Wierni kościoła rzymskokatolickiego należą do parafii św. Jana Chrzciciela w Grabowie.